# 錫達鎮區 (密蘇里州戴德縣)
錫達鎮區（英語：Cedar Township）是位於美國密蘇里州戴德縣的一個行政鎮區。

## 地方資料
錫達鎮區的面積為125.13平方千米，當中陸地面積為124.79平方千米，而水域面積為0.34平方千米。根據2020年美國人口普查的數據，當地共有人口305人，而人口密度為每平方千米2.44人。